# 10207 Comeniana
10207 Comeniana è un asteroide della fascia principale. Scoperto nel 1997, presenta un'orbita caratterizzata da un semiasse maggiore pari a 2,4118760 UA e da un'eccentricità di 0,0841872, inclinata di 6,81026° rispetto all'eclittica.
L'asteroide è dedicato all'Università Comenio di Bratislava (Universitas Comeniana in latino), il principale ateneo della Slovacchia.